# Ringvaccinatie
Ringvaccinatie is het in reactie op een uitbraak van een besmettelijk virus vaccineren van individuen of dieren die zich in een zekere straal om de uitbraak heen bevinden.  
Afhankelijk van de verspreidingswijze van het virus en de besmettelijkheid, wordt de grootte van de straal waarbinnen gevaccineerd wordt bepaald.
De methode vereist een snelle reactie omdat het noodzakelijk is dat het virus zich nog in een beperkt aantal locaties heeft gemanifesteerd. Het is door de beperkte tijd die bij de meeste virussen beschikbaar is voordat verdere verspreiding zich voordoet, een zeer riskante manier van het beschermen van de totale populatie.
Toch wordt in sommige gevallen voor deze vorm van bescherming gekozen, vooral als het om economische redenen niet wenselijk is om de hele populatie vooraf te vaccineren. Voorbeelden hiervan zijn de varkenspest en vogelpest, waarbij gevaccineerde dieren ongeschikt zijn voor de export. 